# Vice Verses
Vice Verses —en español: Vice versos— es el octavo álbum de estudio de la banda estadounidense Switchfoot. Fue lanzado el 27 de septiembre de 2011. "Dark Horses" fue el primer sencillo del álbum, con fecha 20 de julio en radio y 2 de agosto el lanzamiento digital. Vice Verses debutó en la lista Billboard 200 de EE. UU. en el puesto número 8.
La canción "Afterlife" fue nominada para el premio GMA Dove 2013 en la categoría Rock/Contemporáneo-Canción del Año.
Desde noviembre de 2013, el álbum ha vendido 188 000 copias en los EE. UU.

## Antecedentes
La pista del título "Vice Verses" se realizó por primera vez por Jon Foreman en un concierto acústico benéfico, el 12 de abril de 2009. Capataz reiteró a la audiencia que la canción no se estrenaría en el siguiente disco de Switchfoot, Hello Hurricane, pero aparecería en el siguiente testimonio, diciendo: "Esto no va a ser en ese disco Hello Hurricane, que va a estar en la siguiente ... Creo que es el título de la próxima." El 23 de abril de 2009, Switchfoot anunció oficialmente a través de Twitter que el álbum que liberaría siguientes Hello Hurricane se titularía Vice Verses. Este anuncio se produce justo después de un post de Twitter en el que la banda dijo que habían registrado la pena de material cuatro álbumes 'durante los Huracanes sesiones con la intención de liberar los registros uno por uno. Este plan fue de corta duración Sin embargo, con el capataz más tarde afirmando que la banda tenía "ya reemplazado mucho las canciones de Vice Versos con nuevas canciones" y que Vice Versos era una salida de Hello Hurricane.
Sin embargo, nada más se supo sobre el proyecto hasta julio de 2010, cuando Jon Foreman y el guitarrista de Drew Shirley dijeron que la banda tenía el objetivo de completar Vice Verses para el verano de 2011. En varias ocasiones durante el verano, la banda declaró que estaban presionando para que Vice Verses fuese un álbum doble, pero finalmente decidió escalar el proyecto de vuelta a una sola colección de discos.

## Recepción de la crítica
Vice Verses lo calificó un perfecto cinco estrellas, y señaló que "Así como Good Monsters cementados Jars of Clay grandeza 's más de una década en una carrera estelar, así Vice Versos establece Switchfoot casi de la misma manera. "Kim Jones, de About.com tiene que estrellas de cuatro y medio, y consideró que" Vice Versos ofrece a los fanes la realidad envuelta en la buena música. "En HitFix, Melinda Newman lo graduó una B, y evocó que "hay una fe que Vice Verses pero no es un ciego por cualquier medio." Johan Wippsson de Melódico clasificación de cuatro estrellas, y proclamó que "una vez más, un muy buen álbum con un equilibrio perfecto de bellas melodías e ideas alternativas, donde encontrará nuevas armonías cada escucha."

## Lista de canciones
| Album release |                    |                                       |          |  |
| N.º           | Título             | Escritor(es)                          | Duración |  |
| 1.            | «Afterlife»        | Jon Foreman, Tim Foreman              | 3:37     |  |
| 2.            | «The Original»     | J. Foreman, T. Foreman                | 3:15     |  |
| 3.            | «The War Inside»   | J. Foreman, T. Foreman                | 3:38     |  |
| 4.            | «Restless»         | J. Foreman                            | 5:17     |  |
| 5.            | «Blinding Light»   | J. Foreman, T. Foreman                | 4:16     |  |
| 6.            | «Selling the News» | J. Foreman                            | 3:34     |  |
| 7.            | «Thrive»           | J. Foreman                            | 5:12     |  |
| 8.            | «Dark Horses»      | J. Foreman, T. Foreman                | 3:59     |  |
| 9.            | «Souvenirs»        | J. Foreman, T. Foreman                | 4:31     |  |
| 10.           | «Rise Above It»    | J. Foreman                            | 3:33     |  |
| 11.           | «Vice Verses»      | J. Foreman                            | 5:07     |  |
| 12.           | «Where I Belong»   | J. Foreman, T. Foreman, Mike Elizondo | 6:52     |  |

## Posiciones en las listas
| Lista (2011)                 | Mejor Posición |
| ---------------------------- | -------------- |
| New Zealand Albums Chart     | 35             |
| EE. UU., Billboard 200       | 8              |
| Billboard Christian Albums   | 1              |
| Billboard Rock Albums        | 3              |
| Billboard Alternative Albums | 3              |
| Billboard Digital Albums     | 5              |

| Lista (2011)                            | Mejor posición |
| --------------------------------------- | -------------- |
| EE. UU. Billboard Top Rock Albums       | 72             |
| EE. UU. Billboard Top Christian Albums  | 20             |
| Lista (2012)                            | Mejor posición |
| EE. UU., Billboard Top Christian Albums | 19             |

## Componentes
Switchfoot
- Jon Foreman - voz principal, guitarra rítmica
- Tim Foreman - bajo eléctrico, coros
- Chad Butler - tambores
- Jerome Fontamillas - guitarra rítmica, teclado, coros
- Drew Shirley - guitarra principal, coros